# Alice Foccroulle
Pour les articles homonymes, voir Foccroulle.
Alice Foccroulle est une soprano belge née en 1985, à Bruxelles. Elle est la fille de l'organiste Bernard Foccroulle.

## Biographie
La soprano Alice Foccroulle est née à Bruxelles en 1985. Elle manifeste très tôt  un vif intérêt pour la musique et plus particulièrement pour le chant. À l'âge de sept ans elle intègre le Chœur d'enfants du Théâtre Royal de la Monnaie. Elle suit les cours de technique vocale auprès de la pédagogue danoise Susanna Eken. Après avoir étudié deux ans l'Histoire de l'Art et la musicologie à l'Université Libre de Bruxelles, elle obtient son diplôme à la Musikhochschule de Cologne auprès de Joseph Protschka et de Christoph Prégardien.
Son intérêt pour la musique baroque la conduit à collaborer  avec des ensembles spécialisés, notamment le Collegium Vocale (Ph. Herreweghe), Pygmalion (Raphaël Pichon), InAlto (Lambert Colson), Utopia, Vox Luminis (Lionel Meunier), Scherzi Musicali (Nicolas Achten), La Fenice (Jean Tubéry), le Chœur de Chambre de Namur (L. G. Alarcòn), Akâdemia (Françoise Lasserre), ensembles avec lesquels elle se produit en ensemble ou en soliste dans différentes salles et festivals à travers le monde.
Parallèlement à sa passion pour la musique ancienne, Alice Foccroulle montre un grand intérêt pour la musique contemporaine. Elle participe à la création mondiale de l'opéra de Kris Defoort House of the sleeping beauties à la Monnaie et sa reprise dans différentes maisons d’opéra européennes sous la direction de Patrick Davin et dans une mise en scène de Guy Cassiers (CD Fuga Libera, 2009.) Elle est doublure du rôle de « La plus jeune Fille » dans la création de l’opéra « Au Monde » de Philippe Boesmans au Théâtre Royal de la Monnaie à Bruxelles en avril 2014. Elle crée l’oratorio E vidi quatro stelle de Bernard Foccroulle à Bozar (Bruxelles) en septembre 2017.
Avec l’ensemble InAlto elle enregistre un disque consacré à J.H. Schein sorti en janvier 2015 pour le label Ramée et en 2016 c’est leur enregistrement Schütz and his legacy (Passacaille) qui est applaudi par la critique internationale, ils reçoivent entre autres le Diapason d’or découverte, Diapason de l’année 2017 et le Choc Classica.
Pour Ricercar, elle participe à l’enregistrement Frescobaldi de Bernard Foccroulle, sorti en avril 2017.
Parmi ses projets discographiques, avec l’ensemble InAlto paraîtront chez Ricercar un enregistrement consacré à la musique sacrée inédite du début du XVIIe siècle en ricercar cantando pour la Chiesa Nuova de Rome, Il penitente romano et l’enregistrement de la pièce E vidi quattro stelle de Bernard Foccroulle.

## Influences
Alice Foccroulle a été influencée par les sopranos belges Greta De Reyghere et Sophie Karthäuser, qu'elle considère comme son modèle, ainsi que par Bernarda Fink et Susan Chilcott.

## Discographie sélective
- 2015 : Ich will schweigen de Johann Hermann Schein par l'ensemble InAlto dirigé par Lambert Colson, avec Alice Foccroulle, Béatrice Mayo-Felip et Reinoud Van Mechelen
- 2016 : La Maddelena d'Antonio Bertali par l'ensemble Scherzi Musicali dirigé par Nicolas Achten, avec Deborah Cachet, Alice Foccroulle, Luciana Mancini, Reinoud Van Mechelen et David Szigedvari
- 2016 : Schütz & His Legacy Alice Foccroulle et l'Ensemble InAlto, direction Lambert Colson (label Passacaille)
- 2017 : Organ works de Frescobaldi, par Bernard Foccroulle, Alice Foccroulle et Lambert Colson (label Ricercar)